# Küchensee (Ratzeburg)
Der Küchensee, auch Großer Küchensee genannt, ist ein See im Kreis Herzogtum Lauenburg im deutschen Bundesland Schleswig-Holstein. Der See ist ca. 180 ha groß und bis zu 14,7 m tief. Gemeinsam mit dem Ratzeburger See und dem Kleinen Küchensee umschließt er die Inselstadt Ratzeburg. Zur Aufteilung in den Großen und Kleinen Küchensee kam es, als von 1906 bis 1908 der bis heute so genannte Kleinbahndamm zwischen Seeufer und Dominsel aufgeschüttet wurde, um die Ratzeburger Kleinbahn nach Südosten zu verlängern. Am 31. März 1934 wurde die Kleinbahn AG aufgelöst und die Gleise wurden danach abgebaut. Der Damm ist heute für Radfahrer und Fußgänger nutzbar.
Der Name Küchensee geht zurück auf die Zeit, in der die von Graf Heinrich von Badewide errichtete Burg, die sich später zu einem Schloss entwickelte, noch existierte. Die in dem See gefangenen Fische waren zu dieser Zeit dem jeweiligen Schlossherren vorbehalten, ein Umstand, aus dem sich die Bezeichnung Küchensee entwickelte.
Der Ratzeburger Ruderclub betreibt auf dem Küchensee eine moderne Regattastrecke, auf der jährlich eine große Ruderregatta ausgerichtet wird.